# نمل نحيل
نمل نحيل أو بونيرة رباعية أو شراني رباعي (الاسم العلمي: Tetraponera)، جنس نمل من فُصيلة نملاوات الثور الزائفة. هي حشرات شجرية نحيلة الجسم. جميع الأنواع الـ 86 الموصوفة من النمل النحيل تعيش في هياكل مجوفة من النباتات والأشجار، مثل الأشواك أو الأغصان.